# Étienne Dolet
Étienne Dolet (ur. 3 sierpnia 1509 w Orleanie, zm. 3 sierpnia 1546 w Maubert - Mutualité w Paryżu) – francuski uczony, tłumacz i drukarz. Określany mianem „pierwszego męczennika Renesansu”.

## Życiorys
Étienne Dolet urodził się 3 sierpnia 1509 w Orleanie. Po zakończeniu studiów w Paryżu, Padwie i Wenecji powrócił do Francji i rozpoczął studia na uniwersytecie w Tuluzie, jednak wkrótce, za swoje kontrowersyjne zachowania i kłótliwy charakter, został stamtąd wygnany. Zamieszkał w Lyonie, gdzie wdał się w konflikt z malarzem o nazwisku Henri Guillot, którego ostatecznie zamordował. Doprowadziło to do jego uwięzienia. Po uzyskaniu królewskiego ułaskawienia, w 1538 założył własną drukarnię. Był wielokrotnie oskarżany o ateizm, za co dwukrotnie znalazł się w więzieniu. Po swojej ucieczce do Włoch, postanowił jednak powrócić do Lyonu, gdzie został ponownie aresztowany. W 1546 r., po oskarżeniu przez Wydział Teologiczny Sorbony o herezję, został skazany na śmierć poprzez spalenie na stosie. Étienne Dolet wydał książki La Manière de Bien Traduire d’une Langue en Aultre i więcej. Po 2 dni od śmierci Piotra Fabera zmarł 3 sierpnia 1546 w Paryżu.

## Poglądy
Dolet wydał szereg kontrowersyjnych książek, z których wiele oskarżanych było o głoszenie herezji. Potępiany był zarówno przez zwolenników Kościoła Katolickiego jak i przez Kalwina, opublikował jednak również wiele książek religijnych i wielokrotnie opowiadał się za odczytywaniem Pisma Świętego w językach narodowych.

## Tłumaczenia
Étienne Dolet, jako pierwszy, starał się sformułować zestaw zasad odnoszących się do przekładu. W 1540 roku, w swoim traktacie La Manière de Bien Traduire d’une Langue en Aultre, opisał podstawowe zasady rządzące tłumaczeniami:
1. Tłumacz powinien doskonale rozumieć treść przekładanego tekstu oraz intencje jego autora.
2. Tłumacz powinien odznaczać się doskonałą znajomością języka, z którego przekłada, oraz równie doskonałą znajomością języka, na który tłumaczy.
3. Tłumacz powinien unikać tłumaczenia "słowo w słowo", czyniąc to bowiem rujnuje znaczenie oryginału i piękno jego środków wyrazu.
4. Tłumacz powinien stosować zwroty i wyrażenia znajdujące się w powszechnym użyciu.
5. Poprzez dobór i kolejność słów efekt pracy tłumacza powinien odznaczać się odpowiednim "tonem".

La Manière de Bien Traduire d’une Langue en Aultre jest pierwszym traktatem o teorii translacji opublikowanym w europejskim języku narodowym.

## Publikacje
- Commentarii linguae latinae (2 tomy) - 1536,1538
- Dialogus de imitatione Ciceroniana – 1535
- La Manière de Bien Traduire d’une Langue en Aultre - 1540